# Lucas Sebastián Haedo
Pour les articles homonymes, voir Haedo.
Lucas Sebastián Haedo est un coureur cycliste argentin né le 18 avril 1983 à Chascomús dans la province de Buenos Aires. Son frère Juan José est également cycliste professionnel.

## Biographie
Spécialiste du sprint, Lucas Sebastián Haedo se distingue alors qu'il est encore amateur sur les courses sud-américaines et espagnoles. Il remporte ainsi notamment deux étapes du Tour de León en 2005, et rejoint au cours de l'année suivante l'équipe américaine Rock Racing, où il ne reste que quelques mois. 
En 2008, il signe dans l'équipe Colavita-Sutter Home-Cooking Light, avec laquelle il remporte la US Air Force Cycling Classic devant Kyle Wamsley et Alex Candelario. 
En 2009, il remporte la deuxième étape du Tour de San Luis face à ses compagnons d'échappée Magno Prado Nazaret et Alfredo Lucero. Il occupe un temps la tête du classement général, mais l'abandonne rapidement à Lucero, qui gagne la course. Au cours de cette saison, il obtient plusieurs places d'honneur dans les sprints du Tour de Californie et du Tour du Missouri, et neuf victoires au calendrier national américain, qu'il termine à la troisième place. Ces bonnes performances permettent à Haedo de rejoindre son frère Juan José dans l'équipe Pro Tour Saxo Bank en 2010. Présentant sa nouvelle équipe comme « une des meilleures équipes au monde », il exprime alors son bonheur de pouvoir enfin courir dans la même équipe que son frère.
En 2014, après une saison chez Cannondale, il signe dans la nouvelle équipe émiratie Skydive Dubai, c'est l'un des cadres de l'équipe avec l'Espagnol Francisco Mancebo et le Moldave Alexandr Pliuschin. Ayant très peu couru lors de la saison, il rejoint pour la prochaine, la formation américaine Jamis-Hagens Berman, que son frère quitte, pour mettre un terme à sa carrière de coureur professionnel,.
L'année 2015 permet au coureur argentin de gagner des étapes sur différentes courses comme la Redlands Bicycle Classic, le Tour of the Gila ou encore la Joe Martin Stage Race.

## Palmarès et classements mondiaux

### Palmarès
- 2001
  - Vuelta Ciclista de la Juventud
- 2004
  - Grand Prix Macario
  - 4e étape du Tour de la province de Cosenza
  - 3e du Circuito Nuestra Señora del Portal
- 2005
  - Clásica de Pascua
  - 3e et 5e étapes du Tour de León
  - 1re étape du Tour de Ségovie
  - 2e de la Clásica de la Chuleta
- 2006
  - Trofeo Ayuntamiento de Zamora
  - 4e étape du Tour de Galice
  - 2e étape du Tour de Zamora
- 2007
  - 12e étape de l'International Cycling Classic
  - 3e du Garrett Lemire Memorial GP
  - 3e du HealthNet Barry Wolfe Grand Prix
- 2008
  - 1re, 2e, 7e et 9e étapes du Tour de Mendoza
  - Sequoia Cycling Classic
  - 2e et 4e étapes de la Joe Martin Stage Race
  - US Air Force Cycling Classic
  - Tour de Somerville
  - 2e de l'Athens Twilight Criterium
- 2009
  - 2e étape du Tour de San Luis
  - 2e étape du Tour of Elk Grove
  - 2e étape du Tour of the Gila
  - 2e et 3e étapes de la Joe Martin Stage Race
  - 2e et 4e étapes du Nature Valley Grand Prix
  - Tour de Somerville
  - Grand Prix de la ville de Buenos Aires
  - 2e du Wilmington Grand Prix
  - 2e du Manhattan Beach Grand Prix
  - 2e du USA Cycling National Racing Calendar
  - 3e du Dana Point Grand Prix
  - 3e de la Kelly Cup
  - 3e du Nature Valley Grand Prix
  - 3e du Wells Fargo Twilight Criterium
  - 3e de la Hanes Park Classic
- 2014
  - 1re étape du Tour de Thaïlande
- 2015
  - 1re et 5e étapes de la Redlands Bicycle Classic
  - 4e étape de la Joe Martin Stage Race
  - 4e étape du Tour of the Gila
- 2016
  - 4e étape de la Chico Stage Race
  - 2e étape de la Joe Martin Stage Race
  - 3e et 5e étapes du Tour de Colombie
- 2017
  - 2e étape de la Joe Martin Stage Race
  - 2e de la Crystal Cup
- 2018
  - 2e étape de la Redlands Bicycle Classic

### Résultats sur les grands tours

#### Tour d'Italie
2 participations
- 2010 : 128e
- 2012 : 128e

#### Tour d'Espagne
1 participation
- 2013 : 139e

### Classements mondiaux
| Année                  | 2005 | 2006 | 2007 | 2008 | 2009 | 2010 | 2011 | 2012 | 2013 | 2014 | 2015 | 2016 | 2017 |
| ---------------------- | ---- | ---- | ---- | ---- | ---- | ---- | ---- | ---- | ---- | ---- | ---- | ---- | ---- |
| Calendrier mondial UCI |      |      |      |      |      | 155e |      |      |      |      |      |      |      |
| UCI World Tour         |      |      |      |      |      |      | nc   | 220e | nc   |      |      |      |      |
| UCI America Tour       |      |      | 220e | 83e  | 25e  |      |      |      |      |      | 59e  | 58e  | 302e |
| UCI Asia Tour          |      |      |      |      |      |      |      |      |      | 86e  |      |      | 383e |
| UCI Europe Tour        | 579e |      |      |      |      |      |      |      |      |      |      |      |      |